# Gymnotidae
La familia de Gymnotidae se encuentra sólo en agua dulce de Centroamérica y de Sudamérica. Todos poseen órganos adaptados a la explotación de bioelectricidad. Son los llamados peces cuchillo bandeados y las anguilas eléctricas.
La familia tiene 33 especies válidas en dos géneros. Hay un número de especies no descritas en colecciones de museos. 
Son peces nocturnos de aguas tranquilas de ríos profundos. En aguas fuertemente correntosas se pueden lastimar mutuamente.

## Características
Como otros Gymnotiformes, los gimnotido tienen un cuerpo semejante a un cuchillo. Es un cuerpo alargado de anguila, carece de aleta dorsal y pectorales, y la aleta anal es extremadamente larga y la usa para moverse.
El único miembro de Electrophorus es la anguila eléctrica Electrophorus electricus, que produce fuerte descarga (+ de 600 V) y también débiles (<1 V), para sus presas y para comunicación/navegación, respectivamente. Esta anguila es la más grande de los Gymnotidae, alcanzando hasta más de 2 m de longitud. Las especies de Gymnotus alcanzan cerca de 1 m de longitud.

## Géneros y especies
Antiguamente y según ITIS el género Electrophorus se agrupaba en una familia aparte Electrophoridae.
Estudios más recientes y según FishBase fusionan en la familia Gymnotidae ambos géneros, quedando esta familia con 2 géneros y 34 especies:
- Género Electrophorus (Gill, 1864)
  - Electrophorus electricus (Linnaeus, 1766) - Anguila eléctrica

- Género Gymnotus (Linnaeus, 1758)
  - Gymnotus anguillaris (Hoedeman, 1962) - Anguilita
  - Gymnotus arapaima (Albert y Crampton, 2001)
  - Gymnotus ardilai (Maldonado-Ocampo y Albert, 2004)
  - Gymnotus bahianus (Campos-da-Paz y Costa, 1996)
  - Gymnotus carapo (Linnaeus, 1758) - Carapo
  - Gymnotus cataniapo (Mago-Leccia, 1994)
  - Gymnotus chimarrao (Cognato, Richer-de-Forges, Albert y Crampton, 2007)
  - Gymnotus choco (Albert, Crampton y Maldonado, 2003) - Cuchillo
  - Gymnotus coatesi (La Monte, 1935) - Anguilita
  - Gymnotus coropinae (Hoedeman, 1962)
  - Gymnotus curupira (Crampton, Thorsen y Albert, 2005)
  - Gymnotus cylindricus (La Monte, 1935)
  - Gymnotus diamantinensis (Campos-da-Paz, 2002)
  - Gymnotus esmeraldas (Albert y Crampton, 2003)
  - Gymnotus henni (Albert, Crampton y Maldonado, 2003) - Mayupa
  - Gymnotus inaequilabiatus (Valenciennes, 1839)
  - Gymnotus javari (Albert, Crampton y Hagedorn, 2003) - Macana
  - Gymnotus jonasi (Albert y Crampton, 2001)
  - Gymnotus maculosus (Albert y Miller, 1995) - Cuchillo o Madre de barbudo
  - Gymnotus mamiraua (Albert y Crampton, 2001)
  - Gymnotus melanopleura (Albert y Crampton, 2001)
  - Gymnotus obscurus (Crampton, Thorsen y Albert, 2005)
  - Gymnotus onca (Albert y Crampton, 2001)
  - Gymnotus panamensis (Albert y Crampton, 2003)
  - Gymnotus pantanal (Fernandes, Albert, Daniel-Silva, Lopes, Crampton y Almeida-Toledo, 2005)
  - Gymnotus pantherinus (Steindachner, 1908)
  - Gymnotus paraguensis (Albert y Crampton, 2003) - Morenita
  - Gymnotus pedanopterus (Mago-Leccia, 1994)
  - Gymnotus stenoleucus (Mago-Leccia, 1994)
  - Gymnotus sylvius (Albert y Fernandes-Matioli, 1999)
  - Gymnotus tigre (Albert y Crampton, 2003) - Macana tigre
  - Gymnotus ucamara (Crampton, Lovejoy y Albert, 2003)
  - Gymnotus varzea (Crampton, Thorsen y Albert, 2005)